# 産山村

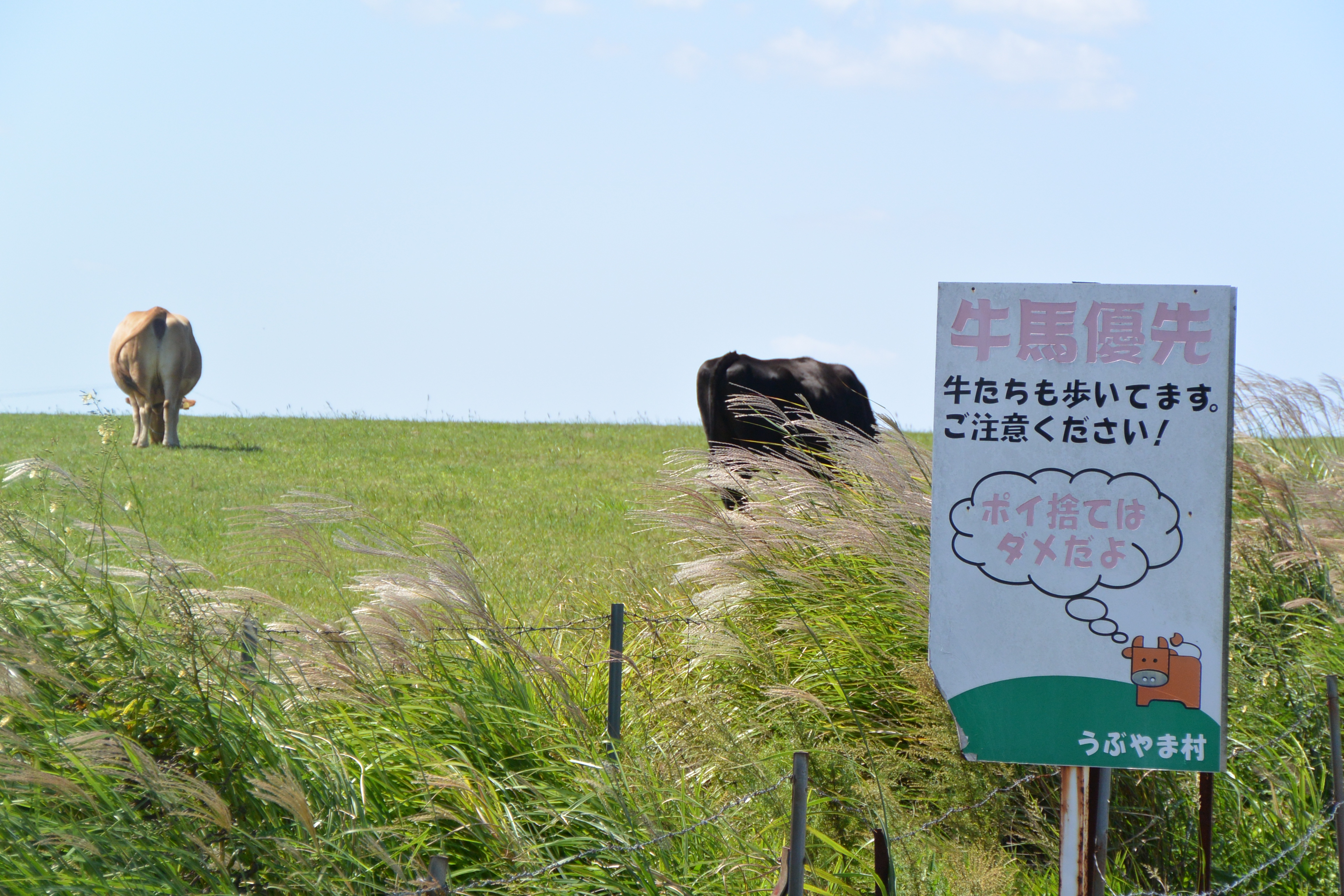
やまなみハイウェイ脇の牧場と標識「牛馬優先」

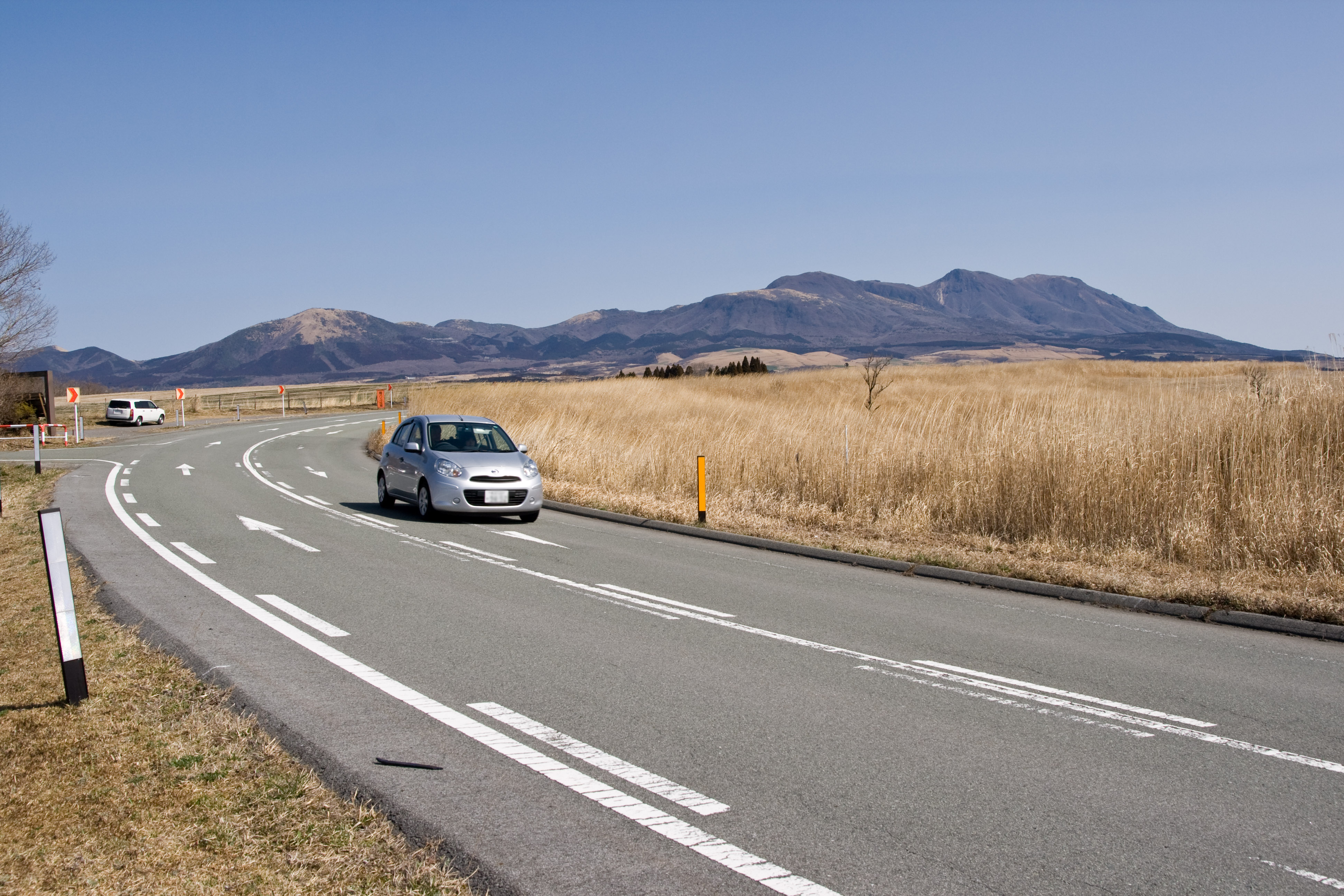
村内のやまなみハイウェイ

産山村（うぶやまむら）は、熊本県北東部、阿蘇郡にある村。北西に阿蘇郡南小国町、南西に阿蘇市があり、東部で大分県竹田市と県境を接する。面積は60.81平方キロメートル。
村名は古代の神話・伝説で阿蘇地域を治めたと語られる健磐龍命（たけいわたつのみこと）の嫡孫が産まれた地とされることに由来する。

## 地理
阿蘇山外輪山から大分県の九重連山に至る山間にあり、阿蘇くじゅう国立公園の一部となっている。
村内を大野川水系大蘇川が流れ、大蘇ダムがある。

## 歴史

### 近現代
- 1889年4月1日 - 産山村、田尻村、山鹿村、大利村、片俣村が合併し産山村が発足する[5]。
- 1970-1980年代に、「卑弥呼の里」という105万平方米もの面積の大型リゾート施設の建設が東京都にあった株式会社ドッパーにより始まるが、オープンに至らず倒産する。南こうせつを招いたコンサートなどのイベントを開催したに留まった。「うぶやま牧場」近くに建築途中で放棄された「産山リゾートホテル」が残る。当時の村長の肝いりの地域復興政策であったが、会員制のリゾートホテル形式だったため、全国に数多くの債権者を残して問題となった。
- 2016年4月14日,16日 - 熊本地震の前震（4月14日）で震度4、本震（4月16日1時25分）で震度5強を観測し、同日3時55分に本村を震源地とする最大震度6強の地震が発生。負傷者2名、家屋・道路・農業施設・農地などに多数の被害が発生[6]。

## 行政
- 村長：市原正文（2013年12月2日就任、3期目）

### 県の機関
- 産山駐在所（熊本県警察阿蘇警察署）[7]

## 地域・住民

### 地区名
- 産山
- 大利
- 片俣
- 田尻
- 山鹿

### 人口
| |                                        |  |
| 産山村と全国の年齢別人口分布（2005年） | 産山村の年齢・男女別人口分布（2005年） |  |
| ■紫色 ― 産山村 ■緑色 ― 日本全国 | ■青色 ― 男性 ■赤色 ― 女性              |  |
| 産山村（に相当する地域）の人口の推移 \| 1970年（昭和45年） \| 2,417人 \| \| \| 1975年（昭和50年） \| 2,085人 \| \| \| 1980年（昭和55年） \| 1,981人 \| \| \| 1985年（昭和60年） \| 1,878人 \| \| \| 1990年（平成2年） \| 1,856人 \| \| \| 1995年（平成7年） \| 1,885人 \| \| \| 2000年（平成12年） \| 1,824人 \| \| \| 2005年（平成17年） \| 1,708人 \| \| \| 2010年（平成22年） \| 1,606人 \| \| \| 2015年（平成27年） \| 1,510人 \| \| \| 2020年（令和2年） \| 1,382人 \| \| |                                        |  |
| 総務省統計局 国勢調査より |                                        |  |
| 1970年（昭和45年） | 2,417人                                |  |
| 1975年（昭和50年） | 2,085人                                |  |
| 1980年（昭和55年） | 1,981人                                |  |
| 1985年（昭和60年） | 1,878人                                |  |
| 1990年（平成2年） | 1,856人                                |  |
| 1995年（平成7年） | 1,885人                                |  |
| 2000年（平成12年） | 1,824人                                |  |
| 2005年（平成17年） | 1,708人                                |  |
| 2010年（平成22年） | 1,606人                                |  |
| 2015年（平成27年） | 1,510人                                |  |
| 2020年（令和2年） | 1,382人                                |  |

#### 「井」姓による村おこし
1400人余りの村民のうち約280人が珍しい苗字「井（いー、い）」姓であることから、11月3日を「井さんの日」と定めて2022年に日本記念日協会の認定登録を受け、全国に3000人程度いるとみられる井さんに呼び掛けて村おこしを図ることとなった。

### 教育
産山村立産山学園が、小中学校併設の義務教育学校として教育を担っている。
- 1988年7月 タイ国カセサート大学付属中学校と姉妹校の提携。
- 1992年10月 交流5周年。
- 1997年10月 交流10周年。
- 2002年10月 交流15周年。
- 2004年11月 第35回博報賞（文化教養育成部門）及び文部科学大臣奨励賞受賞。

### 医療
村内唯一の医療施設として産山村診療所があるほか、運動広場がドクターヘリ発着拠点となっている。

## 交通

### 道路
- 村内には高速道路やこれに類する自動車専用道路などは通っていない。また村の周辺地域にも全国的な高速道路網に直結している高速道路は通っていない。
- 村内には信号機は一つもない[9]。

#### 国道
- 国道57号 - 村域南端の、阿蘇市との境界部を通る。
- 国道442号 - 通過市町村であり、カントリーサインの表示もあるが、実延長はわずか。産山村を抜けずに国道442号から他道路へは移動できない。

#### 県道
主要地方道
- 熊本県道40号南小国波野線
- 大分県道・熊本県道11号別府一の宮線（やまなみハイウェイ）

一般県道
- 熊本県道・大分県道131号笹倉久住線
- 熊本県道216号産山小地野線

### 公共交通
2024年10月1日よりそれまで運行していた産交バスの路線バスとコミュニティバスに代わるオンデマンド交通「うぶやま乗合バス」を運行している。WILLERグループのCommunity Mobility社が提供する「mobi」のシステムを使用する。村内各地のほか周辺の阿蘇市・小国町・南小国町・竹田市にも停留所を設けており月・水・金曜日は産山村と阿蘇市・小国町・南小国町の間で、火・木・土曜日は産山村と竹田市の間で利用可能である。

### 遠隔地との連絡
村内には空港も鉄道も高速道路も通っておらず、高速バス路線もない。
- 空港は熊本空港（阿蘇くまもと空港）が最寄りとなる（村と空港を直接結ぶ交通機関はない）。
- 最寄り鉄道駅は阿蘇市にある波野駅または滝水駅（JR九州豊肥本線）。ただしいずれも村域まで5km以上、村中心部まで10km以上離れている。上記の「うぶやま乗合バス」は波野駅と特急停車駅である宮地駅・豊後竹田駅から利用可能（曜日限定）。
- 高速道路の最寄りインターチェンジは熊本県西部からの場合は九州自動車道熊本インターチェンジ、大分県東部からの場合は東九州自動車道大分インターチェンジ・臼杵インターチェンジ・佐伯インターチェンジ。

## 名所・旧跡・観光スポット・祭事・催事
- 湧水：池山水源（名水百選）、山吹水源
- ヒゴタイ公園
- 花の温泉館
- うぶやま牧場
- 扇田（日本の棚田百選）